# Qadura Fares
Qadura Fares, en arabe : قدّورة فارس, est une personnalité politique palestinienne, ministre des Affaires des détenus et ex-détenus, de 2023 à 2025.

## Biographie
Qadura Fares a été ministre sans portefeuille de l'Autorité nationale palestinienne dans le gouvernement du Premier ministre Ahmed Qoreï, de 2003 à 2005, et membre du Conseil législatif palestinien pour le Fatah de 1996 à 2006. Il est un ami proche, un assistant et un conseiller du leader principal du Fatah, Marwan Barghouti. Qadura Fares est considéré comme l'un des principaux architectes du mouvement de la « jeune garde » du Fatah, qui forme brièvement la liste al-Mustaqbal ou « Futur » (2005) avant de rejoindre Mahmoud Abbas pour former une liste unie du Fatah pour les élections suivantes.
De 1981 à 1994, Qadura Fares séjourne dans les prisons israéliennes, où il apprend à parler couramment l'hébreu. En 1996, il est élu au Conseil législatif palestinien représentant Ramallah et al-Bireh.
Il n'est pas nommé sur la liste unie pour les élections de 2006, et se présente sans succès en tant qu'indépendant dans le district de Ramallah. En outre, depuis au moins 2011, Qadura Fares est constamment désigné comme le « chef » du Club des prisonniers palestiniens, de sorte qu'il n'est pas clair quel poste il occupe réellement,.
En 2003, il est nommé ministre d'État chargé des Affaires de la colonisation et de la Commission de résistance au mur
Qadura Fares commence son mandat en tant que ministre des Affaires des détenus et ex-détenus, le 7 août 2023, succédant à Qadri Abu Bakr. Mahmoud Abbas renvoie Qadura Fares le 18 février 2025 après qu'il ait critiqué la décision d'Abbas de baser les paiements pour le Fonds des martyrs de l'Autorité palestinienne, sur les besoins financiers. Le Hamas qualifie ce licenciement de « soumission aux dictats sionistes et américains »,.